# Rami Hamadeh
Rami Hamadeh (arab. رامي حمادة; ur. 24 marca 1994 w Szefaram) – palestyński piłkarz grający na pozycji bramkarza. Od 2017 jest zawodnikiem klubu Hilal Al-Quds Club.

## Kariera piłkarska
Swoją karierę piłkarską Hamadeh rozpoczął w klubie Thaqafi Tulkarm, w którym w 2011 roku zadebiutował w West Bank Premier League. W sezonie 2016/2017 wywalczył wicemistrzostwo tej ligi. W 2017 przeszedł do Hilal Al-Quds Club i w sezonie 2017/2018 wywalczył mistrzostwo West Bank Premier League.

## Kariera reprezentacyjna
W reprezentacji Palestyny Hamadeh zadebiutował 22 marca 2017 w wygranym 1:0 towarzyskim meczu z Jemenem. W 2015 roku został powołany do kadry na Puchar Azji 2015, a w 2019 na Puchar Azji 2019.